# Riwal CeramicSpeed Cycling Team/Saison 2018
Dieser Artikel listet Erfolge und Fahrer des Radsportteams Riwal CeramicSpeed Cycling Team in der Saison 2018 auf.

## Erfolge in der UCI Europe Tour
In den Rennen der Saison 2018 der UCI Europe Tour gelangen die nachstehenden Erfolge.
| Datum       | Rennen                    | Kat. | Sieger            |
| ----------- | ------------------------- | ---- | ----------------- |
| 11. Mai     | 3. Etappe Fléche du Sud   | 2.2  | Andreas Kron      |
| 26. Mai     | 2. Etappe Tour of Estonia | 2.1  | Andreas Stokbro   |
| 14. Oktober | Chrono des Nations (U23)  | 1.2U | Mathias Norsgaard |

## Erfolge bei den Nationalen Straßen-Radsportmeisterschaften
In den Rennen zu den Nationalen Straßen-Radsportmeisterschaften 2018 gelangen die nachstehenden Erfolge.
| Datum   | Rennen                                          | Sieger            |
| ------- | ----------------------------------------------- | ----------------- |
| 9. Juni | Dänische Meisterschaft – Einzelzeitfahren (U23) | Mathias Norsgaard |

## Mannschaft
| Teamkader 2018                    | Teamkader 2018     | Teamkader 2018 | Teamkader 2018                |
| Name                              | Geburtsdatum       | Land           | Vorheriges Team               |
| --------------------------------- | ------------------ | -------------- | ----------------------------- |
| Patrick Clausen                   | 2. Juli 1990       | Dänemark       | Trefor-Blue Water (2015)      |
| Jonas Gregaard (1. Jan.–31. Jul.) | 30. Juli 1996      | Dänemark       | Trefor-Blue Water (2015)      |
| Peter Haslund                     | 21. Oktober 1999   | Dänemark       |                               |
| Jonas Aaen Jørgensen              | 20. April 1986     | Dänemark       | Saxo-Tinkoff (2013)           |
| Tobias Kongstad                   | 14. September 1996 | Dänemark       | Amager Cykle Ring (2015)      |
| Andreas Kron                      | 1. Juni 1998       | Dänemark       | Team Pythonpro.com (2016)     |
| Sebastian Lander                  | 11. März 1991      | Dänemark       | GM Europa Ovini (2017)        |
| Martin Mortensen                  | 5. November 1984   | Dänemark       | ColoQuick-Cult (2017)         |
| Jesper Mørkøv                     | 11. März 1988      | Dänemark       | Trefor (2013)                 |
| Mathias Norsgaard                 | 5. Mai 1997        | Dänemark       | Giant-Castelli (2017)         |
| Søren Malling Siggaard            | 9. Januar 1997     | Dänemark       | BHS-Almeborg Bornholm (2017)  |
| Andreas Stokbro                   | 8. April 1997      | Dänemark       | Team Pythonpro.com (2015)     |
| Chris Anker Sørensen              | 5. September 1984  | Dänemark       | Fortuneo-Vital Concept (2016) |
| Troels Vinther                    | 24. Februar 1987   | Dänemark       | Cult Energy (2015)            |
| Stefan Djurhuus                   | 7. April 1990      | Dänemark       | Almeborg-Bornholm (2016)      |
|                                   |                    |                |                               |
| Quelle: ProCyclingStats           |                    |                |                               |